# سعد بن عبد الله الحافي
سعد بن عبد الله الحافي الروقي العتيبي شاعر وباحث سعودي مهتم بالأدب الشعبي وبتاريخ الجزيرة العربية. عمل رئيساً لتحرير مجلة الحرس الوطني في السعودية، ونشر دراساته عن الشعر والتاريخ والأدب الشعبي وتحقيقاته للمخطوطات القديمة في جريدة (الرياض) وفي عدد من الصحف والمجلات في الخليج، وصدر له العديد من المؤلفات من بينها كتاب: (راشد الخلاوي شاعر القرن الثامن)، وكتاب (اللغز الشعري: من امرئ القيس إلى محمد بن راشد آل مكتوم).

## التعليم
حاصل على درجة الماجستير في العلوم الإدارية.

## العمل
- رأس تحرير مجلة الحرس الوطني.
- رئيس لجنة الأدب الشعبي في المهرجان الوطني للتراث والثقافة.[5][6]
- عضو المجلس العلمي لموسوعة الملك عبد العزيز في الشعر العربي والمشرف على مشروع موسوعة الملك عبد العزيز في الشعر العامي.[7]
- كاتب في جريدة الرياض.[8]

## مؤلفات
- كتب نص مسرحية (صقر الجزيرة) التي نفذتها الجمعية العربية السعودية للثقافة والفنون في الرياض عام 2000م.[9]
- (الديوان الأول للشعر الشعبي: الشعر البدوي منذ ألف سنة، تحقيق وتصحيح قصائد بني هلال المدونة في تاريخ ابن خلدون) صدر عام 2003م.[10]
- (راشد الخلاوي شاعر القرن الثامن) صدر عام 2010م.[11]
- (اللغز الشعري: من امرئ القيس إلى محمد بن راشد آل مكتوم).[12]
- (عبد العزيز التويجري في الشعر الفصيح والعامي) صدر عام 2017م.[13]

## محاضرات
محاضرة (تغريبة بني هلال بين الحقيقة والخيال) ألقاها في مركز جمال بن حويرب في دبي عام 2018م.

## جوائز
فاز بجائزة ومنحة خادم الحرمين الشريفين الملك سلمان بن عبد العزيز لتاريخ الجزيرة العربية عن بحث «تاريخ الدولة السعودية الأولى والثانية من خلال الشعر الشعبي» عام 2014م.